# Jolodna Balka
Jolodna Balka  (ucraniano: Холодна Балкa) es una localidad del Raión de Odesa en el Óblast de Odesa de Ucrania. Según el censo de 2001, tiene una población de 2582 habitantes.